# Філіпе Пахтманн
Філіпе Пахтманн або просто Філіпе (порт.-браз. Filipe Pachtmann, нар. 11 квітня 2000, Імбітуба, Санта-Катарина, Бразилія) — бразильський футболіст, нападник клубу «Львів», який грає на правах оренди за «Зіру».

## Життєпис
Народився в місті Імбітуба, штат Санта-Катарина. Футболом розпочав займатися в однойменній команді з рідного міста. Потім виступав у юнацьких командах «Санта-Катарина» та «Флуміненсе».
Наприкінці серпня 2019 року перейшов до ФК «Львів», з яким підписав контракт до 2024 року. У новій команді отримав 77-й ігровий номер. Дебютував за «молодіжку» львів'ян 31 серпня 2019 року в переможному (3:2) домашньому поєдинку 6-о туру молодіжного чемпіонату України проти «Маріуполя». Філіпе вийшов на поле в стартовому складі, на 29-й хвилині відзначився голом, а на 74-й хвилині його замінив Олександр Медведєв. За першу команду «Львова» дебютував 28 вересня 2019 року в програному (2:0) виїзному поєдинку 9-о туру Прем'єр-ліги проти «Олександрії». Пахтманн вийшов на поле на 85-й хвилині, замінивши Ренана.